# Side, Turčija
Side (grško Σίδη) je antično grško mesto na južni sredozemski obali Turčije in med najpomembnejšimi klasičnimi kraji v državi, danes letovišče. Leži v bližini Manavgata in vasi Selimiye, 78 km od Antaljye v provinci Antalya. 
Je na vzhodnem delu obale Pamfilije, ki leži približno 20 km vzhodno od ustja reke Eurymedon. Danes, kot v antiki, starodavno mesto leži na majhnem polotoku, dolgem približno 1 km in širokem 400 m.

## Zgodovina
Strabon in Arijan pišeta, da so Side ustanovili grški naseljenci iz Cime v Eolidi, regiji zahodne Anatolije. To se je najverjetneje zgodilo v 7. stoletju pred našim štetjem. Mestna zavetnica je bila Atena, katere glava je okrašena s kovancem.
Zaradi dobrega pristanišča in naravne lege je mesto postalo eno najpomembnejših krajev v Pamfiliji in eden najpomembnejših trgovskih centrov v regiji. Po Arijanu, ko so ljudje iz Cime prišli v Side, niso mogli razumeti narečja. V kratkem času je bil vpliv tega avtohtonega jezika tako velik, da so novinci pozabili svoj materni grški jezik in začeli uporabljati jezik prebivalcev Side. Izkopavanja so razkrila več napisov v tem jeziku. Napisi iz 3. in 2. stoletja pred našim štetjem ostajajo neprebrana, vendar pričajo, da je bil lokalni jezik v uporabi še nekaj stoletij po kolonizaciji. Drugi predmet, ki je bil odkrit pri izkopavanjih, bazaltna osnova stebra iz 7. stoletja pred našim štetjem in jo je mogoče pripisati neo-Hetitom, zagotavlja nadaljnje dokaze o zgodnji zgodovini mesta. Ime Side je lahko anatolskega porekla, vendar v grščini pomeni 'granatno jabolko'.
Poleg tega, da ni podatkov o lokaciji pod lidijsko in perzijsko suverenostjo.

### Aleksander Veliki
Aleksander Veliki je zasedel Side brez boja leta 333 pr. n. št. Tu je zapustil samo en garnizon. Zaradi te okupacije so ljudje sprejeli helenistično kulturo, ki je cvetela od 4. do 1. stoletja pred našim štetjem. Po Aleksandrovi smrti je mesto prešlo pod nadzor generala Ptolemaja I. Soterja, ki se je leta 305 pr. n. št. oklical za egiptovskega kralja. Ptolemajska dinastija je nadzorovala lokacijo, dokler je niso osvojili v Selevkidi v 2. stoletju pred našim štetjem. Kljub zasedbam je Side uspelo ohraniti nekaj avtonomije, postati uspešen in pomemben kulturni center.
Leta 190 pr. n. št. je flota iz grške otoške države Rodos, ki sta jo podpirala Rim in Pergamon,  premagala floto selevkidskega kralja Antioha Velikega, ki je bila pod vodstvom prebeglega kartažanskega generala Hanibala. Poraz Hanibala in Antioha Velikega je pomenil, da se je Side osvobodil selevkidskega cesarstva. Pogodba iz Apameje (188 pr. n. št.) je prisilila Antioha, da opusti vsa evropska ozemlja in odstopi vso Malo Azijo severno od Taurusa do Pergamona. Vendar pa je gospostvo Pergamona seglo de facto le do Perge, pri čemer vzhodna Pamfilija ostala v stanju negotovosti. To je povzročilo da je Atal II. Filadelf zgradil novo pristanišče v mestu Attalia (sedanja Antalya). Med letoma 188. in 36. pr. n. št. Side koval svoj denar, tetradrahmo, ki je prikazovala Nike in lovorov venec (znak zmage).
V 1. stoletju pred našim štetjem je Side dosegel vrhunec, ko so kilikijski pirati tu ustanovili svojo glavno pomorsko bazo in center za trgovino s sužnji.

### Rimljani
Konzul Servilius Vatia je premagal te razbojnike leta 78. pr. n. št. in kasneje rimski general Pompej leta 67 pr. n. št., s čimer je Side postal pod kontrolo Rima in začel svoje drugo obdobje moči, ko je vzpostavil in ohranil dobre delovne odnose z Rimskim cesarstvom.
Cesar Avgust je reformiral državno upravo in postavil leta 25. pr. n. št. Pamfilijo in Side v rimsko provinco Galatijo, po kratki vladavini Amintas iz Galatije med letoma 36. in 25. pr. n. št. Za Side se je začelo še eno uspešno obdobje kot trgovskega središča v Mali Aziji s svojo trgovino z oljčnim oljem. Prebivalstvo je naraslo na 60.000 prebivalcev. To obdobje je trajalo tudi v tretjem stoletju. Mesto se je uveljavilo tudi kot središče trgovanja s sužnji v Sredozemlju. Njegova velika komercialna flota se je ukvarjala s piratstvom, bogati trgovci pa so plačevali za spoštovanja vredna javna dela, spomenike in tekmovanja ter igre in gladiatorske spopade. Večina preostalih ruševin na Sideu je iz tega obdobja blaginje.
Side je bil dom Evstatija Antiohskega, filozofa Troilusa, eklektičnega pisatelja 5. stoletja Filipa in  slavnega pravnika Tribonijana.

### Zaton
Side se je začel postopno nazadovati od 4. stoletja naprej. Celo obrambno zidovje ni moglo ustaviti zaporednih vdorov ljudstev iz gorovja Taurus. V 5. in 6. stoletju je Side doživel oživitev in postal sedež škofije vzhodne Pamfilije. V 7. stoletju vdrle Arabske flote in požgale Side, kar je prispevalo k nazadovanju mesta. Kombinacija potresov, krščanskih hudodelcev in arabskih napadov je pripeljalo mesto v 10. stoletju v fazo, da so se državljani izselili v bližnjo Antalyo.
V 12. stoletju se je Side začasno ponovno uveljavil kot veliko mesto. Na mestu nekdanjega starodavnega mesta je napis, ki kaže v zgodnjem bizantinskem času na znatno judovsko prebivalstvo. Vendar pa je bilo mesto opuščeno, potem ko je bilo opustošeno. Postalo je znano kot Eski Adalia (Stara Antalya) in je bilo pokopano.

### Cerkvena zgodovina
Kot glavno mesto rimske pokrajine Pamfilije Prima, je bil Side cerkvena metropolija. Najstarejši znan škof je bil Epidaurus, ki je vodil Ankirsko sinodo leta 314. Drugi so Ivan, 4. stoletje; Eustathius leta 381; Amfilohius med 426-458, ki je imel pomembno vlogo v zgodovini; Conon leta 536; Peter leta 553; Ivan med 680-692; Mark leta 879; Teodor med 1027-1028; Anthimus, prisoten na koncilu v Konstantinoplu leta 1054; Ivan, kot svetovalec cesarja Mihaela VII., je predsedoval koncilu o čaščenju ikon leta 1082; Teodozij in njegov naslednik Nicetas, 12. stoletje, in drugi.
Nič več naseljena, je danes mesto vključeno na seznam naslovne škofije. 

## Razvaline
Velike ruševine so med najpomembnejšimi v Mali Aziji. Pokrivajo velik rt, ki je ločen od notranjosti z obzidjem in jarkom. V srednjem veku sta bilo obzidje in jarek obnovljena, znotraj pa je bilo veliko zgradb.
Obstajajo ogromne ruševine gledališkega kompleksa, največje v Pamfiliji, zgrajeno zelo podobno kot rimsko gledališče. Rimski slog je bil sprejet, ker Side nima primernega pobočja, ki bi ga lahko uporabili v običajnem grškem gledališču, ki je bolj značilno za Malo Azijo. Gledališče je slabše ohranjeno kot gledališče v Aspendosu, vendar je skoraj tako veliko, ima med 15.000-20.000 sedežv. S časom in premikanjem zemlje se je stena skene zrušila nad odrom, proskenij je v stanju ohlapnih blokov. V bizantinskem času (5. ali 6. stoletje) je bilo spremenjeno v svetišče na prostem z dvema kapelama.
Dobro ohranjeno mestno obzidje omogoča vstop v mesto skozi helenistična glavna vrata (Megale Pyle) antičnega mesta, čeprav so ta vrata iz 2. stoletja pr. n. št. močno poškodovana. Nato sledi kolonirana ulica, katere marmorni stebri ne obstajajo več; vse, kar ostaja, je nekaj zlomljenih škrbin v bližini starih rimskih kopeli. Ulica vodi do javnega kopališča, obnovljenega kot muzej s kipi in sarkofagi iz rimskega obdobja. Naslednja je kvadratna agora z ostanki okroglega templja Tihe in Fortune (2. stol. pr. n. št.), peripteral z dvanajstimi stebri, v sredini. V poznejših obdobjih je bil uporabljen kot trgovski center, kjer so pirati prodajali sužnje. Ostanki gledališča, ki so se uporabljali za gladiatorske borbe in kasneje kot cerkev in monumentalna vrata segajo v 2. stoletje. Zgodnji rimski Dionizov tempelj je blizu gledališča. Vodnjak pri vhodu je obnovljen. Na levi strani so ostanki bizantinske bazilike. Prav tako je bilo obnovljeno javno kopališče.
Preostale ruševine Side vključujejo tri templje, akvadukt in nimfej. Nimfej - jama z naravno oskrbo z vodo, ki je bil namenjen nimfam - je bila umetna jama ali zgrajen vodnjak prefinjene oblike.
Obstaja tudi praktično neznana, vendar ekspanzivna lokacija, v vznožju Taurusa, nekaj kilometrov v notranjosti, znana lokalno kot Seleucia. V bistvu neznana zunanjemu svetu, je to rimska utrdba, ki jo je zgradil Mark Antonij za zaščito mesta Side. Zajema vsaj nekaj kvadratnih milj in je skoraj popolnoma neizkopana, razen dveh tednov izkopavanja leta 1975, ko je to financirala turška vlada. Lokacija je bila navidezno opuščena v 7. stoletju, ko je potres uničil izvir, ki se je popolnoma posušil. Mnoge stavbe so v izjemno dobrem stanju, še posebej, ker zaradi pomanjkanja kamna, znatna količina predmetov vsebuje beton na osnovi jajc in gramoza.
Ob izkopavanju so našli tudi starodavno grško javno hišo. 
Turški arheologi so izkopavali Side od leta 1947 in občasno delajo še naprej. 

## Danes
Turški muslimanski begunci iz Krete so se leta 1895 preselili v uničeno mesto in ga poimenovali Selimiye . Danes je Side postal priljubljena počitniška destinacija in doživlja oživitev.
Je bilo priljubljeno mesto za opazovanje sončnega mrka 29. marca 2006.
Živahna ulica Liman povezuje mestno avtobusno postajo s trgom na obali, kjer stoji Atatürkov kip. 